# Maya's (volk)

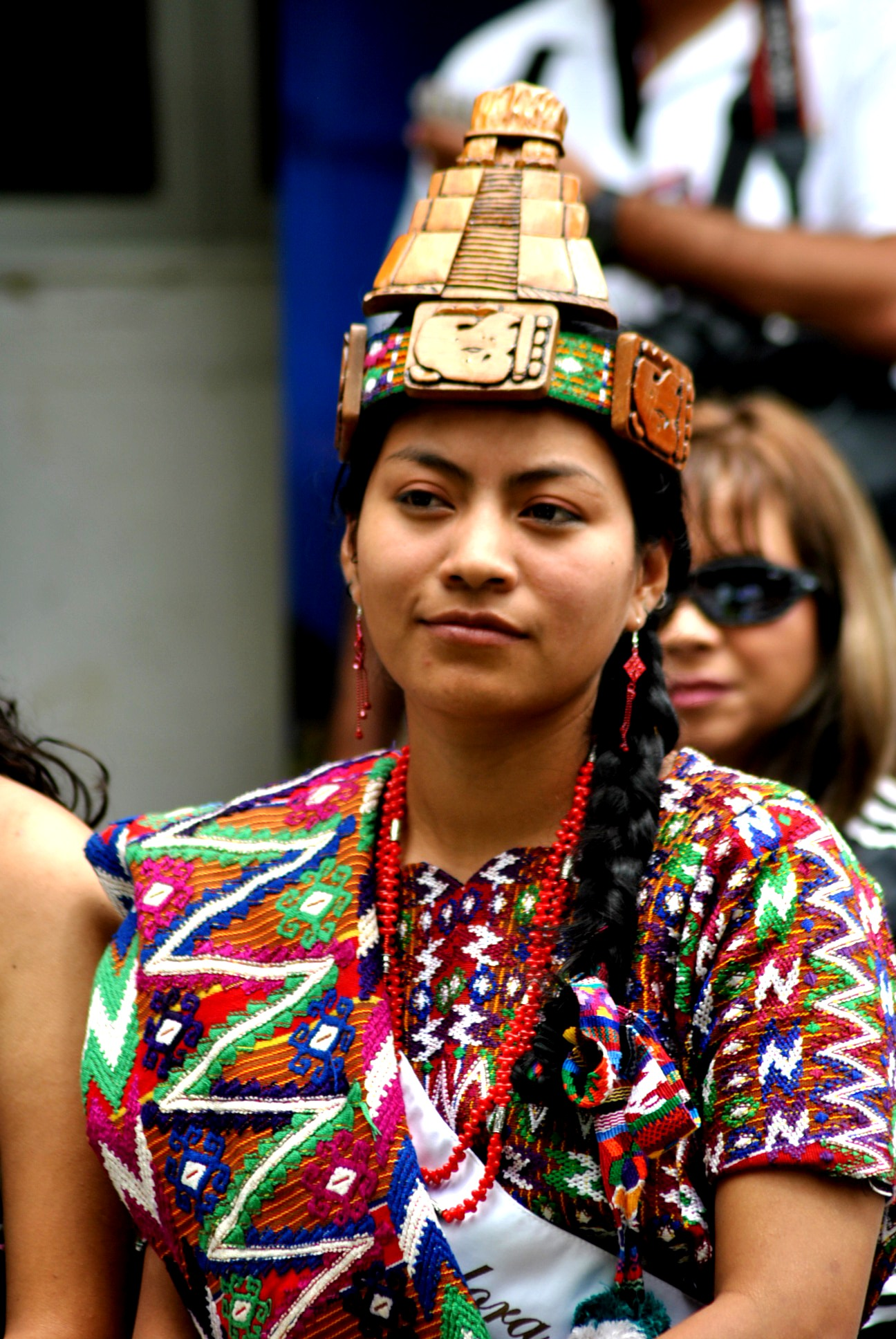
Mayakonigin uit Chimaltenango, Guatemala

De Maya's (Yucateeks Maya: maaya'ob, Spaans: mayas) zijn een volk in het zuiden van Mexico en noordelijk Centraal-Amerika. De term wordt gebruikt als overkoepelende benaming voor 29 inheemse volkeren uit dezelfde regio, die dezelfde culturele en taalkundige achtergrond hebben.
Er zijn 8 à 9 miljoen Maya's, de overgrote meerderheid is woonachtig in Guatemala en het Zuiden van Mexico (Yucatán, Quintana Roo, Campeche, Chiapas en Tabasco), met kleinere gemeenschappen in Belize, Honduras en El Salvador. In de Verenigde Staten en het noorden van Mexico bestaan relatief grote emigrantengemeenschappen.

## Achtergrond
Veel Maya's worstelen met het probleem dat ze enerzijds willen profiteren van de goede kanten van de moderne wereld, terwijl ze intussen niet hun eigen identiteit willen verliezen. Gedurende de twintigste eeuw zijn de Maya's niet alleen het slachtoffer geweest van achterstelling en ontrechting, maar ook van vervolging en massamoord.
Meer dan tachtig procent van de 200.000 slachtoffers van de Guatemalteekse Burgeroorlog (1960-1996) bestond uit Maya's. In de jaren tachtig, onder de presidenten Romeo Lucas García en Efraín Ríos Montt, vond in Guatemala een genocide op de Mayabevolking plaats. De Rooms-Katholieke Kerk van Guatemala heeft de vaak gruwelijke misdaden uitvoerig gedocumenteerd, wat een bisschop van het aartsbisdom, Juan Gerardi, het leven kostte. Iemand die van Mayaanse zijde actie voert tegen voortbestaande rechteloosheid is Rigoberta Menchú (Nobelprijs voor de Vrede, 1992). Onder internationale druk zijn er de laatste jaren overigens meer rechten toegekend aan het omvangrijke Mayaanse bevolkingsdeel. Vooral het tweetalige onderwijs is internationaal wel geprezen. In Mexico laaiden de spanningen op toen in 1994 het Zapatistisch Nationaal Bevrijdingsleger (EZLN) in Chiapas in opstand kwam.
In Mexico is Francisco Luna Kan in 1976 als eerste Maya tot gouverneur van Yucatán gekozen en verschillende middelgrote steden in Guatemala hebben de afgelopen jaren voor het eerst Mayaburgemeesters gehad. Toch zijn Maya's nog altijd politiek sterk ondervertegenwoordigd.

## Religie
De originele Maya-religie was polytheïstisch, waarbij ze in veel goden geloofden en animistisch, met het idee dat alle objecten een ziel hadden.
Vanaf de jaren zeventig hebben veel Maya's zich tot het protestantisme bekeerd. Onder de Maya's in Guatemala en Chiapas zijn er inmiddels meer protestanten dan katholieken. Vooral het evangelicaal christendom en de pinksterkerken zijn populair. Deze verandering is niet onomstreden. Ten tijde van de 'gewelddadigheden' (de 'violencia') werd immers het werk van Noord-Amerikaanse protestantse zendelingen bevorderd door een moorddadige Guatemalteekse overheid, terwijl progressieve rooms-katholieke priesters juist werden vervolgd. Veel oude (gemeenschaps)tradities zullen onder invloed van het anti-ritualistische protestantisme verdwijnen, al heeft dit weer het voordeel dat protestantse Maya's dan de vaak dure gemeenschapsplichten niet meer hoeven te vervullen en zodoende tot economische ontwikkeling in westerse zin kunnen komen.

## Popol Vuh
De Popol Vuh is het belangrijkste boek van de vroeg-koloniale Quiché-Maya's en wordt graag als het "heilige boek" of zelfs de "bijbel" van alle Maya's gepresenteerd. Het eerste deel gaat over de schepping en het leven van de helden. Het tweede deel beschrijft de geschiedenis van het volk. Nadat de katholieke Spanjaarden probeerden de 'ziel van de Indio' uit te doven heeft padre Francisco Ximenez, die in 1688 naar Guatemala kwam, een overgebleven tekst getrouwelijk gekopieerd en aan de bezitters teruggegeven. Opmerkelijk, want het had aan de inquisitie overgedragen en vernietigd moeten worden, volgens de wetten van die tijd. Dankzij dit boek kunnen we meer over de beschaving van de Maya's te weten komen.

## Kleding

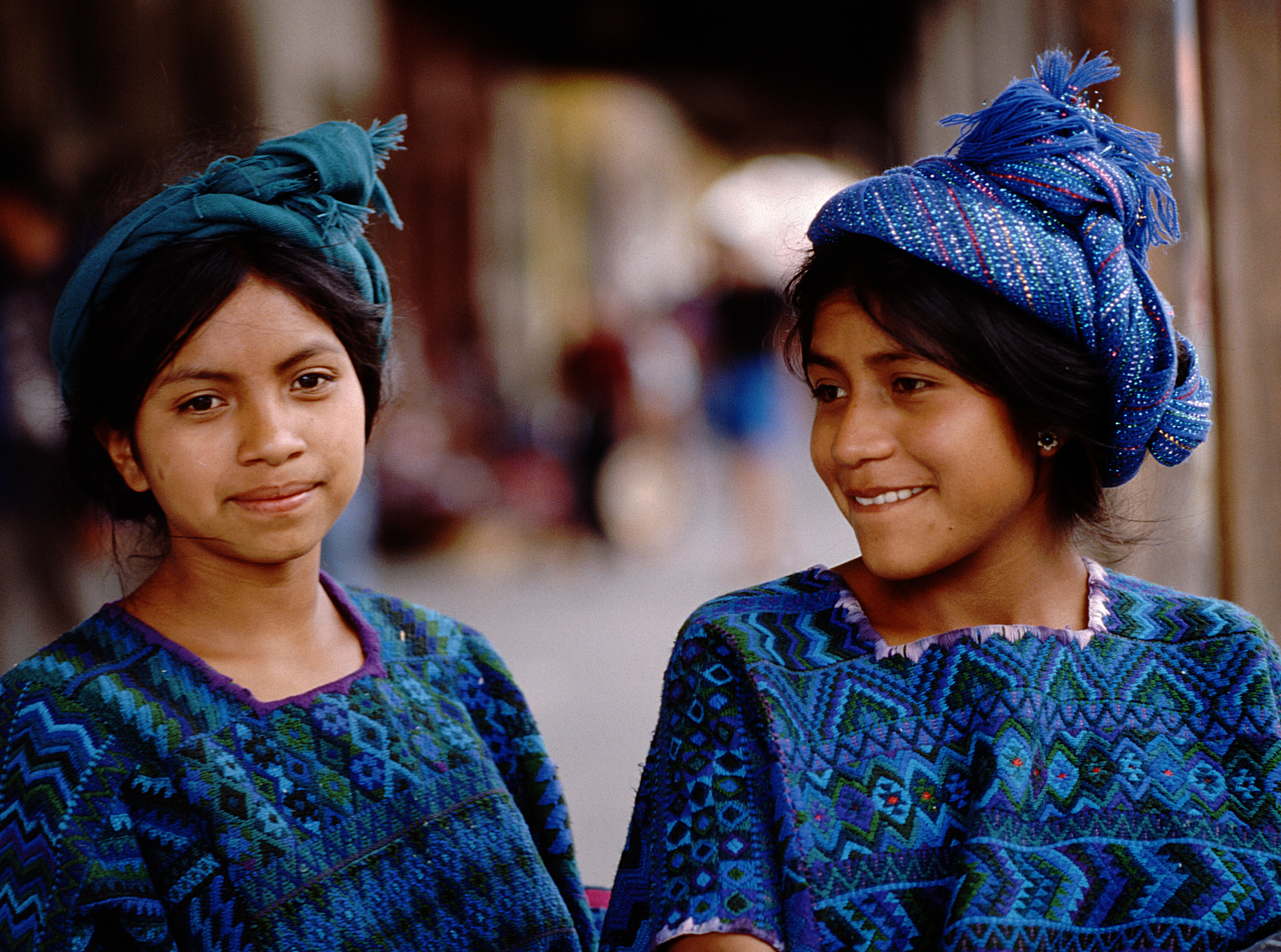
Guatemalteekse meisjes in de dracht van Sa. Catarina Palopó, een dorpje bij het Meer van Atitlán

De Maya's staan bekend om hun felgekleurde soorten textiel, gemaakt van garen. Dit textiel wordt geweven en vaak verder geborduurd tot onder andere capes, (over)hemden en rokken. Elk dorp heeft zijn eigen kenmerkende patroon. Vrouwenkleding bestaat bij de Maya’s traditioneel uit een blouse (huipile) en een lange rok.

## Hedendaagse Mayavolkeren
- Acateken (Guatemala)
- Achi (Guatemala)
- Aguacateken (Mexico, Guatemala)
- Ch'ol (Mexico)
- Ch'orti' (Guatemala, Honduras)
- Chontal van Tabasco (Mexico)
- Chuj (Guatemala, Mexico)
- Huaxteken (Mexico)
- Ixil (Guatemala)
- Itza's (Guatemala)
- Kaqchikel (Guatemala)
- K'iche' (Guatemala, Mexico)
- Lacandonen (Mexico)
- Mam (Guatemala, Mexico)
- Mocho' (Mexico)
- Mopan (Belize, Guatemala)
- Popti (Guatemala)
- Poqomam (El Salvador, Guatemala)
- Poqomchi' (Guatemala)
- Q'anjob'al (Mexico)
- Q'eqchi' (Belize, Guatemala)
- Sacapulteken (Guatemala)
- Sipakapense (Guatemala)
- Tectiteken (Guatemala)
- Tojolabal (Guatemala, Mexico)
- Tzeltal (Mexico)
- Tzotzil (Mexico)
- Tz'utujil (Guatemala)
- Uspanteken (Mexico)
- Yucateken (Belize, Mexico)